# Saison 3 de The Voice Belgique
Vous pouvez aider à l'améliorer ou bien discuter des problèmes sur sa page de discussion.
- Il peut contenir un travail inédit ou des déclarations non vérifiées. Vous pouvez l’améliorer en ajoutant des références. (Marqué depuis janvier 2022)

Vous pouvez aider à l'améliorer ou bien discuter des problèmes sur sa page de discussion.
- Certaines de ses couleurs nuisent à son accessibilité et ne respectent pas la charte graphique. Les couleurs ne sont pas interdites, mais il est conseillé d'en faire un usage modéré qui respecte les normes d'accessibilité. (Marqué depuis février 2016)

La troisième saison de The Voice dans sa version belge (The Voice Belgique) a été diffusée sur La Une (RTBF) du 21 janvier 2014 au 5 mai 2014 et présentée par Maureen Louys et Adrien Devyver.
L'émission a été remportée par Laurent Pagna, coaché par Natasha St-Pier.

## Coachs et candidats

### Coachs
Le panel de coachs de cette troisième saison est composé de :
- Natasha St-Pier : autrice-compositrice-interprète, coach de la saison 2;
- Marc Pinilla du groupe Suarez : Auteur-compositeur-interprète, coach de la saison 2;
- B.J. Scott : autrice-compositrice-interprète, coach durant les deux premières saisons;
- Bastian Baker : Auteur-compositeur-interprète suisse:

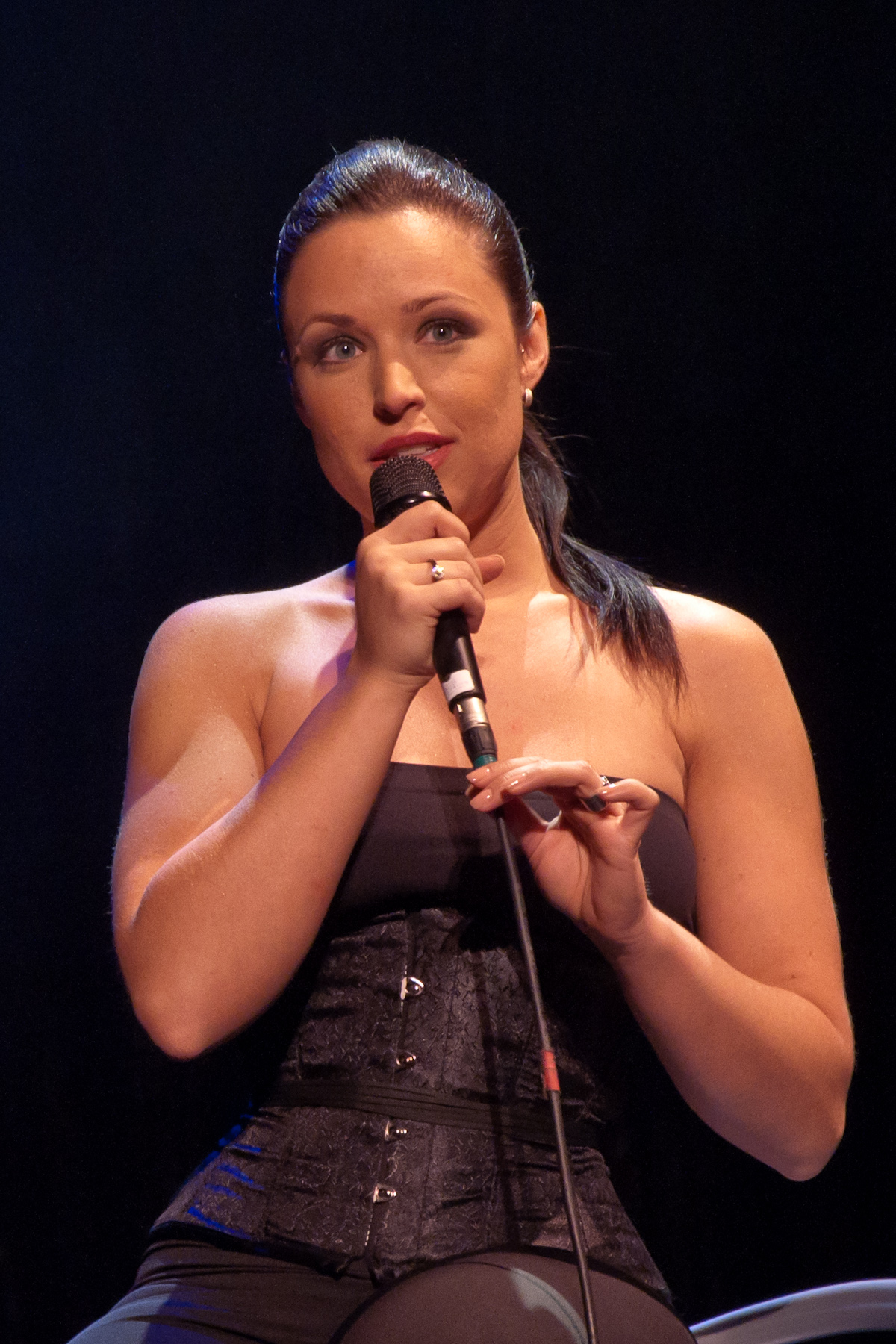
Natasha St-Pier
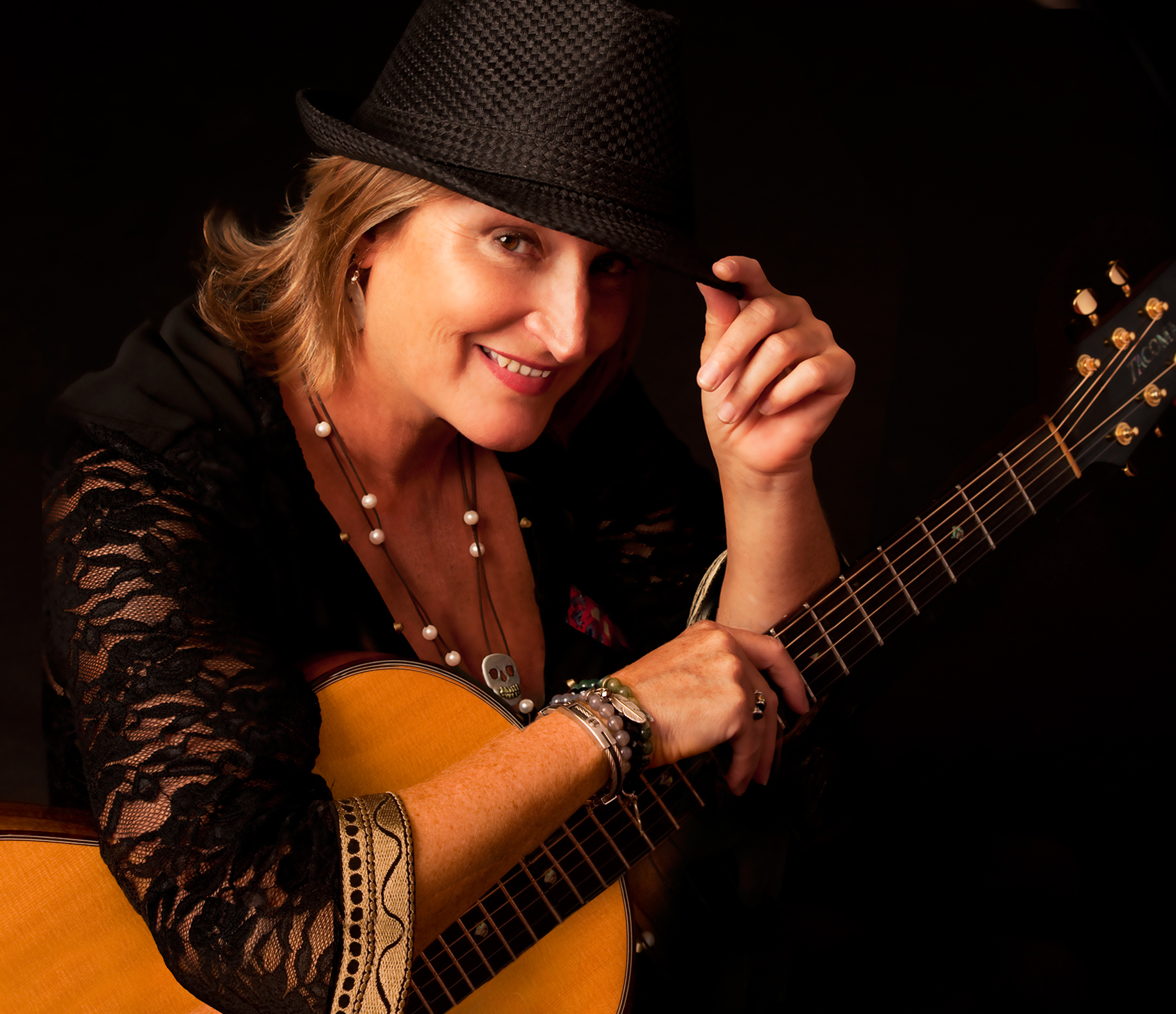
BJ Scott
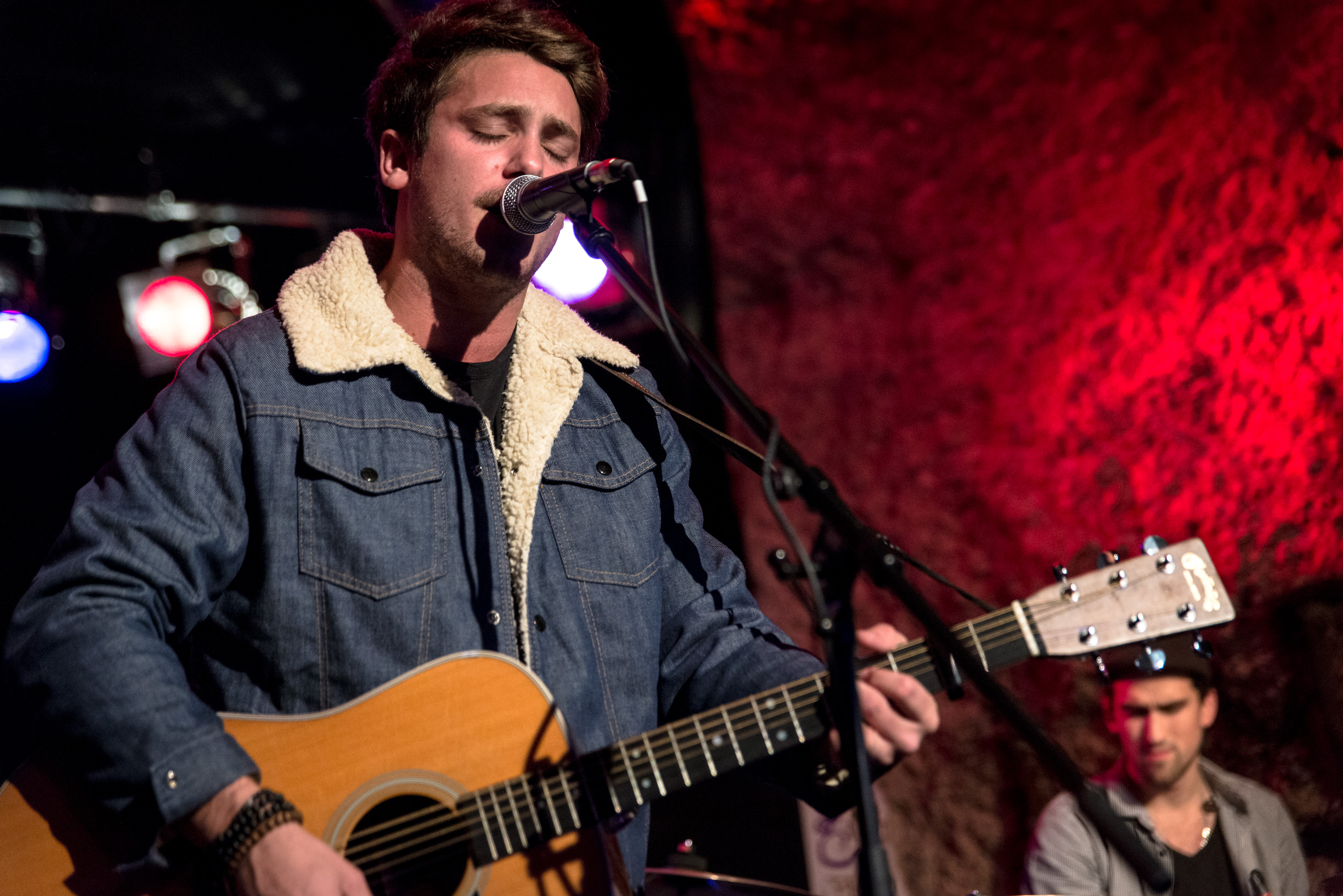
Bastian Baker

### Candidats
Légende :
|                         |                  | Natasha St-Pier     | Marc Pinilla     | BJ Scott          | Bastian Baker         |
| ----------------------- | ---------------- | ------------------- | ---------------- | ----------------- | --------------------- |
| Finalistes              | 1                | Laurent Pagna       | Boris Motte      | Loïc Nottet       | Julie Carpino         |
| Eliminés lors des Lives | 2                | Alice Dutoit        | Philip Pliskin   | Maxime Malevé     | Thomas Vereecke       |
| Eliminés lors des Lives | 3                | Manuel Marchetti    | Lindsay Ordonez  | Suzy Magnien      | Raphaël Rozenfeld     |
| Eliminés lors des Lives | 4                | Jean-Michel Kraus   | Maxime Seclin    | Kayla Galland     | Adeline Vanden Abeele |
| Eliminés lors des Lives | 5                | Tessa Dixson        | Tanaïssa Beer    | Aline Stecker     | Renata Skunczyk       |
| Eliminés lors des Lives | 6                | Noémie Renuart      | Laura Dikovec    | Raphaël Galante   | Laura Saint Georges   |
| Eliminés lors des Lives | 7                | Eva Gonçalves       | Cédric Toussaint | Manon Hardy       | Aurélie Boffé         |
| Eliminés lors des Lives | 8                | Sahra Ben Kacem     | Karolina Kulicka | Lionel Blum       | Angel Milioto         |
| Eliminés lors des Duels |                  |                     |                  |                   |                       |
| 9                       | Manon Hardy      | Alicia Di Roma      | Lorena Avivas    | Chün-Yü Yang      |                       |
| 10                      | Noémie Jacqmin   | Daphné Iuliano      | Eva Gonçalves    | Elodie Coppens    |                       |
| 11                      | Laura Dikovec    | Sharon Grey         | Renata Skunczyk  | Sebastien Longhi  |                       |
| 12                      | Marie Kazemi     | Laura Dos Santos    | Cédric Toussaint | Jérémie Verboomen |                       |
| 13                      | Justine Demollin | Rina Delhalle       | Sabrina Dethier  | Nicolas Farrauto  |                       |
| 14                      | Manu Paz         | Laurent Pagna       | Déborah Jacobs   | Lola Cieza        |                       |
| 15                      | Laura Barthollet | Kenneth Le Boulengé | Julie Carpino    | Raphaël Galante   |                       |

NB : Les talents barrés dans l'élimination des Duels et retrouvés dans les Lives en italique sont les talents volés.

## Déroulement

### Auditions à l'aveugle («Blind auditions»)
Les quatre coachs, installés dans des fauteuils tournants, écoutent les candidats, dos tournés à la scène. Chacun d'entre eux doit se choisir douze candidats en écoutant seulement leur voix, s'ils sont séduits, ils devront appuyer sur leur « buzz » et c'est là que le fauteuil se retournera découvrant leur élu. Si plusieurs coachs se retournent, ce sera alors au candidat de choisir son coach.
Le public présent pendant les auditions n'a pas le dos tourné à la scène et un orchestre supporte les candidats. Le « 100% à l'aveugle » est une nouveauté de cette édition, ou un grand rideau rouge se dresse sur la scène pour le candidat qui le souhaite et le cache du jury et du public…

#### Épisode 1
- Diffusion : 21 janvier 2014
- Audience : 506 268 téléspectateurs (27,2 % de part de marché)[1]

| Ordre | Candidat             | Chanson                                                            | Choix des coachs et des candidats | Choix des coachs et des candidats | Choix des coachs et des candidats | Choix des coachs et des candidats |
| Ordre | Candidat             | Chanson                                                            | Natasha St-Pier                   | Marc Pinilla                      | B.J Scott                         | Bastian Baker                     |
| ----- | -------------------- | ------------------------------------------------------------------ | --------------------------------- | --------------------------------- | --------------------------------- | --------------------------------- |
| 1     | Aline Stecker        | Cry Me a River - Julie London                                      |                                   |                                   |                                   |                                   |
| 2     | Alicia Di Roma       | Man Down - Rihanna                                                 | —                                 |                                   | —                                 | —                                 |
| 3     | Sharon Gray          | One Way or Another - Blondie                                       | —                                 |                                   | —                                 |                                   |
| 4     | Thierry Vingre       | I Want to Break Free - Queen                                       | —                                 | —                                 | —                                 | —                                 |
| 5     | Noémie Renuart       | I Say a Little Prayer - Dionne Warwick (reprise : Aretha Franklin) |                                   | —                                 | —                                 | —                                 |
| 6     | Céline Strappazon    | Je serai là - Teri Moïse                                           | —                                 | —                                 | —                                 | —                                 |
| 7     | Laura Saint Georges  | Starlight - Muse                                                   |                                   |                                   | —                                 |                                   |
| 8     | Marie-Laure Lheureux | Under - Alex Hepburn                                               | —                                 | —                                 | —                                 | —                                 |
| 9     | Laura Barthollet     | The Call - Regina Spektor                                          |                                   | —                                 | —                                 |                                   |
| 10    | Aurélie Gregorowicz  | Sacrifice - Motörhead                                              | —                                 | —                                 | —                                 | —                                 |
| 11    | Cédric Toussaint     | Skinny Love - Bon Iver                                             | —                                 |                                   |                                   | —                                 |
| 12    | Suzy Magnien         | Acappella (en) - Karmin                                            |                                   |                                   |                                   |                                   |

| Légende | Le coach a buzzé (« I want you ») | Le candidat est dans l'équipe du coach qui l'a buzzé (s'il est le seul à avoir buzzé) | Le candidat rejoint l’équipe du coach (dans le cas où ils sont plusieurs à avoir buzzé) | Le candidat est éliminé |

#### Épisode 2
- Diffusion : 28 janvier 2014
- Audience : 475 300 téléspectateurs (27,4 % de part de marché)[2]

| Ordre | Candidat          | Chanson                                    | Choix des coachs et des candidats | Choix des coachs et des candidats | Choix des coachs et des candidats | Choix des coachs et des candidats |
| Ordre | Candidat          | Chanson                                    | Natasha St-Pier                   | Marc Pinilla                      | B.J Scott                         | Bastian Baker                     |
| ----- | ----------------- | ------------------------------------------ | --------------------------------- | --------------------------------- | --------------------------------- | --------------------------------- |
| 1     | Maxime Malevé     | Hometown Glory - Adele                     |                                   |                                   |                                   |                                   |
| 2     | Lindsay Ordonez   | Je sais pas - Céline Dion                  |                                   |                                   | —                                 | —                                 |
| 3     | Jérémie Verboomen | Save Tonight - Eagle Eye Cherry            | —                                 |                                   | —                                 |                                   |
| 4     | Mona Murray       | Nutbush City Limits - Ike and Tina Turner  | —                                 | —                                 | —                                 | —                                 |
| 5     | Karolina Kulicka  | Stay - Rihanna                             | —                                 |                                   | —                                 | —                                 |
| 6     | Laura Ciffa       | I Kissed a Girl - Katy Perry               | —                                 | —                                 | —                                 | —                                 |
| 7     | Alice Dutoit      | L'eau à la bouche - Serge Gainsbourg       |                                   |                                   | —                                 | —                                 |
| 8     | Julie Carpino     | Bring Me to Life - Evanescence             |                                   | —                                 |                                   |                                   |
| 9     | Lola Cieza        | Battez-vous - Brigitte                     | —                                 | —                                 | —                                 |                                   |
| 10    | Rosario Cusumano  | Unchain My Heart - Joe Cocker              | —                                 | —                                 | —                                 | —                                 |
| 11    | Melisandre Vottoz | Read All About It (Part III) - Emeli Sandé | —                                 | —                                 | —                                 | —                                 |
| 12    | Manu Paz          | Historia de un amor - Luz Casal            |                                   | —                                 | —                                 | —                                 |
| 13    | Loïc Nottet       | Diamonds - Rihanna                         |                                   |                                   |                                   | —                                 |

| Légende | Le coach a buzzé (« I want you ») | Le candidat est dans l'équipe du coach qui l'a buzzé (s'il est le seul à avoir buzzé) | Le candidat rejoint l’équipe du coach (dans le cas où ils sont plusieurs à avoir buzzé) | Le candidat est éliminé |

#### Épisode 3
- Diffusion : 4 février 2014
- Audience : 543 100 téléspectateurs (31,6 % de part de marché)[3]

| Ordre | Candidat             | Chanson                                           | Choix des coachs et des candidats | Choix des coachs et des candidats | Choix des coachs et des candidats | Choix des coachs et des candidats |
| Ordre | Candidat             | Chanson                                           | Natasha St-Pier                   | Marc Pinilla                      | B.J Scott                         | Bastian Baker                     |
| ----- | -------------------- | ------------------------------------------------- | --------------------------------- | --------------------------------- | --------------------------------- | --------------------------------- |
| 1     | Tanaïssa Beer        | Born to Die - Lana Del Rey                        | —                                 |                                   | —                                 | —                                 |
| 2     | Typhaine Davin       | Liberta - Pep's                                   | —                                 | —                                 | —                                 | —                                 |
| 3     | Philip Pliskin       | A wither shade of pale - Procol Harum             |                                   |                                   | —                                 | —                                 |
| 4     | Cathy Delfosse       | I Put a Spell on You - Screamin' Jay Hawkins      | —                                 | —                                 | —                                 | —                                 |
| 5     | Sebastien Longhi     | Pomme C - Calogero                                | —                                 | —                                 | —                                 |                                   |
| 6     | Nicolas Farrauto     | Mystify - INXS                                    |                                   | —                                 | —                                 |                                   |
| 7     | Angela Helena Torres | Sans Amour - Amandine Bourgeois                   | —                                 | —                                 | —                                 | —                                 |
| 8     | Sabrina Dethier      | Who's Lovin' You - The Jackson 5                  | —                                 | —                                 |                                   | —                                 |
| 9     | Elodie Coppens       | Just Give Me a Reason - Pink featuring Nate Ruess |                                   | —                                 | —                                 |                                   |
| 10    | Antoine Decocq       | Si mes larmes tombent - Christophe Willem         | —                                 | —                                 | —                                 | —                                 |
| 11    | Laurent Pagna        | Amazing Grace - Jotta A                           | —                                 |                                   | —                                 | —                                 |
| 12    | Noémie Jacqmin       | Lights - Ellie Goulding                           |                                   | —                                 | —                                 |                                   |
| 13    | Boris Motte          | Ces gens-là - Jacques Brel                        |                                   |                                   |                                   |                                   |

| Légende | Le coach a buzzé (« I want you ») | Le candidat est dans l'équipe du coach qui l'a buzzé (s'il est le seul à avoir buzzé) | Le candidat rejoint l’équipe du coach (dans le cas où ils sont plusieurs à avoir buzzé) | Le candidat est éliminé |

#### Épisode 4
- Diffusion : 11 février 2014
- Audience : 540 000 téléspectateurs (29,8 % de part de marché)[4]

| Ordre | Candidat               | Chanson                              | Choix des coachs et des candidats | Choix des coachs et des candidats | Choix des coachs et des candidats | Choix des coachs et des candidats |
| Ordre | Candidat               | Chanson                              | Natasha St-Pier                   | Marc Pinilla                      | B.J Scott                         | Bastian Baker                     |
| ----- | ---------------------- | ------------------------------------ | --------------------------------- | --------------------------------- | --------------------------------- | --------------------------------- |
| 1     | Kenneth Le Boulengé    | A l'envers, à l'endroit - Noir Désir |                                   |                                   | —                                 |                                   |
| 2     | Coralien de Brabandere | Karma Police - Radiohead             | —                                 | —                                 | —                                 | —                                 |
| 3     | Marie Kazemi           | Grenade - Bruno Mars                 |                                   |                                   | —                                 | —                                 |
| 4     | Thomas Maizeret        | Déjeuner en paix - Stephan Eicher    | —                                 | —                                 | —                                 | —                                 |
| 5     | Jean-Michel Kraus      | Qui a le droit - Patrick Bruel       |                                   |                                   | —                                 | —                                 |
| 6     | Eva Gonçalves          | Jolene - Dolly Parton                |                                   | —                                 |                                   |                                   |
| 7     | Sahra Ben Kacem        | Impossible - Shontelle               |                                   |                                   | —                                 | —                                 |
| 8     | Lionel Blum            | Englishman in New York - Sting       | —                                 | —                                 |                                   | —                                 |
| 9     | Ambre Grouwels         | Firework - Katy Perry                | —                                 | —                                 | —                                 | —                                 |
| 10    | Thomas Vereecke        | High and Dry - Radiohead             | —                                 |                                   | —                                 |                                   |
| 11    | Gil Delcourt           | Les Anciens - Tryo                   | —                                 | —                                 | —                                 | —                                 |
| 12    | Rina Delhalle          | Change The World - Eric Clapton      |                                   |                                   |                                   |                                   |
| 13    | Angelo Milioto         | Addicted to Love - Robert Palmer     | —                                 | —                                 | —                                 |                                   |

| Légende | Le coach a buzzé (« I want you ») | Le candidat est dans l'équipe du coach qui l'a buzzé (s'il est le seul à avoir buzzé) | Le candidat rejoint l’équipe du coach (dans le cas où ils sont plusieurs à avoir buzzé) | Le candidat est éliminé |

#### Épisode 5
- Diffusion : 18 février 2014
- Audience : 500 700 téléspectateurs (27,5 % de part de marché)[5]

| Ordre | Candidat             | Chanson                                      | Choix des coachs et des candidats | Choix des coachs et des candidats | Choix des coachs et des candidats | Choix des coachs et des candidats |
| Ordre | Candidat             | Chanson                                      | Natasha St-Pier                   | Marc Pinilla                      | B.J Scott                         | Bastian Baker                     |
| ----- | -------------------- | -------------------------------------------- | --------------------------------- | --------------------------------- | --------------------------------- | --------------------------------- |
| 1     | César Santo Carvalho | Comme ils disent - Charles Aznavour          | —                                 | —                                 | —                                 | —                                 |
| 2     | Justine Demollin     | L'homme de la situation - Amandine Bourgeois |                                   | —                                 | —                                 | —                                 |
| 3     | Déborah Jacobs       | Mercy - Duffy                                | —                                 | —                                 |                                   | —                                 |
| 4     | Manuel Marchetti     | Viva la Vida - Coldplay                      |                                   | —                                 |                                   | —                                 |
| 5     | Aurélie Boffé        | Nobody's Perfect - Jessie J                  | —                                 | —                                 |                                   |                                   |
| 6     | Youri Tilman         | Sur la route - Gérald De Palmas              | —                                 | —                                 | —                                 | —                                 |
| 7     | Daphné Iuliano       | Ready Or Not - Bridgit Mendler               | —                                 |                                   | —                                 | —                                 |
| 8     | Pierre Dushime       | Jolene - Dolly Parton                        | —                                 | —                                 | —                                 | —                                 |
| 9     | Raphaël Galante      | As Long as You Love Me - Justin Bieber       | —                                 |                                   | —                                 |                                   |
| 10    | Grégory Van Hees     | Learn to Fly - Foo Fighters                  | —                                 | —                                 | —                                 | —                                 |
| 11    | Laura Dikovec        | Youth - Daughter                             |                                   |                                   |                                   |                                   |
| 12    | Renata Skunczyk      | Sober - P!nk                                 | —                                 | —                                 |                                   | —                                 |
| 13    | Laura Dos Santos     | My Funny Valentine - Chet Baker              |                                   |                                   | —                                 |                                   |
| 14    | Chün-Yü Yang         | Like a Hobo - Charlie Winston                | —                                 | —                                 | —                                 |                                   |

| Légende | Le coach a buzzé (« I want you ») | Le candidat est dans l'équipe du coach qui l'a buzzé (s'il est le seul à avoir buzzé) | Le candidat rejoint l’équipe du coach (dans le cas où ils sont plusieurs à avoir buzzé) | Le candidat est éliminé |

#### Épisode 6
- Diffusion : 25 février 2014
- Audience : 488 200 téléspectateurs (28,2 % de part de marché)[6]

| Ordre | Candidat              | Chanson                                           | Choix des coachs et des candidats | Choix des coachs et des candidats | Choix des coachs et des candidats | Choix des coachs et des candidats |
| Ordre | Candidat              | Chanson                                           | Natasha St-Pier                   | Marc Pinilla                      | B.J Scott                         | Bastian Baker                     |
| ----- | --------------------- | ------------------------------------------------- | --------------------------------- | --------------------------------- | --------------------------------- | --------------------------------- |
| 1     | Sabine Henri          | Allô le monde - Pauline                           | —                                 | —                                 | —                                 | —                                 |
| 2     | Christelle Emessiri   | As Long as You Love Me - Justin Bieber            | —                                 | —                                 | —                                 | —                                 |
| 3     | Adeline Vanden Abeele | You Know I'm No Good - Amy Winehouse              |                                   | —                                 | —                                 |                                   |
| 4     | Lorena Avivas         | Come se non fosse stato mai amore - Laura Pausini |                                   | —                                 |                                   | —                                 |
| 4     | Robin Livin           | Starlight - Muse                                  | —                                 | —                                 | —                                 | —                                 |
| 6     | Roberta Pellegriti    | (Sittin' On) The Dock of the Bay - Otis Redding   | —                                 | —                                 | —                                 | —                                 |
| 7     | Jérémy Van Mol        | Don't Let Me Be Misunderstood - The Animals       | —                                 | —                                 | —                                 | —                                 |
| 8     | Maxime Seclin         | Let Her Go - Passenger                            | —                                 |                                   | —                                 | —                                 |
| 9     | Tessa Dixson          | Wonderwall - Oasis                                |                                   | —                                 | —                                 | —                                 |
| 10    | Yani Hanchir          | Wind of Change - Scorpions                        | —                                 | —                                 | —                                 | —                                 |
| 11    | Raphaël Rozenfeld     | Somewhere Only We Know - Keane                    |                                   | —                                 | —                                 |                                   |
| 12    | Kayla Galland         | Listen - Beyonce                                  | —                                 | —                                 |                                   | —                                 |
| 13    | Manon Nuyens          | Try - Pink                                        | —                                 | —                                 | —                                 | —                                 |
| 14    | Manon Hardy           | Jalouse - Mademoiselle K                          |                                   | —                                 | —                                 | —                                 |

| Légende | Le coach a buzzé (« I want you ») | Le candidat est dans l'équipe du coach qui l'a buzzé (s'il est le seul à avoir buzzé) | Le candidat rejoint l’équipe du coach (dans le cas où ils sont plusieurs à avoir buzzé) | Le candidat est éliminé |

### Les duels
Après les blinds auditions, 52 candidats s’affrontent lors des duels. Et c’est ici qu’une nouvelle règle apparaît : fini les « sing off » et place au « candidat volé ». Chaque coach a en effet l’opportunité de voler deux candidats parmi les 24 candidats perdants des duels. Autrement dit, lorsqu’un coach décide lequel de ces deux candidats poursuit le concours, les autres coachs ont la possibilité de buzzer et de récupérer dans leur équipe le candidat perdant. Et comme lors des blinds auditions, si plusieurs coachs buzzent, c’est le candidat qui choisit quelle équipe il souhaite rejoindre.
Ce sont donc huit candidats supplémentaires qui se présentent aux lives, soit 32 candidats en tout. Des lives plus longs que l’année dernière, puisque la RTBF a décidé d’ajouter des séquences montrant davantage les séances de coaching. Quant aux éliminations, elles ont lieu tout au long de l’émission et non plus seulement à la fin, l’objectif étant de tenir le téléspectateur en haleine.

#### Épisode 7
- Diffusion : 4 mars 2014
- Audience : 531 600 téléspectateurs (30,8 % de part de marché)[8]

| Ordre | Coach           | Chanson                                            | Candidat        | Candidat(s)         | Choix des coachs et des candidats | Choix des coachs et des candidats | Choix des coachs et des candidats | Choix des coachs et des candidats |
| Ordre | Coach           | Chanson                                            | Candidat        | Candidat(s)         | Natasha St-Pier                   | Marc Pinilla                      | B.J Scott                         | Bastian Baker                     |
| ----- | --------------- | -------------------------------------------------- | --------------- | ------------------- | --------------------------------- | --------------------------------- | --------------------------------- | --------------------------------- |
| 1     | B.J Scott       | Single Ladies (Put a Ring on It) - Beyonce         | Kayla Galland   | Julie Carpino       | —                                 | —                                 | NC                                |                                   |
| 2     | Bastian Baker   | U-Turn (Lili) - AaRON                              | Thomas Vereecke | Raphaël Galante     |                                   | —                                 |                                   | NC                                |
| 3     | Natasha St-Pier | When You Believe - Mariah Carey et Whitney Houston | Noémie Renuart  | Laura Barthollet    | NC                                | —                                 | —                                 | —                                 |
| 4     | Marc Pinilla    | No Diggity - Blackstreet                           | Tanaïssa Beer   | Kenneth Le Boulengé | —                                 | NC                                | —                                 | —                                 |
| 5     | Bastian Baker   | Qui de nous deux ? - -M-                           | Aurélie Boffé   | Lola Cieza          | —                                 | —                                 | —                                 | NC                                |
| 6     | B.J Scott       | Hit the Road Jack - Ray Charles                    | Aline Stecker   | Déborah Jacobs      | —                                 | —                                 | NC                                | —                                 |
| 6     | B.J Scott       | Hit the Road Jack - Ray Charles                    | Aline Stecker   | Sabrina Dethier     | —                                 | —                                 | NC                                | —                                 |

| Légende | Le candidat qui a remporté son duel sur décision de son coach | Le candidat qui a perdu son duel est "volé" par un autre coach | Le candidat quitte l'émission |

#### Épisode 8
- Diffusion : 11 mars 2014
- Audience : 426 300 téléspectateurs (23,9 % de part de marché)[9]

| Ordre | Coach           | Chanson                                 | Candidat            | Candidat(s)       | Choix des coachs et des candidats | Choix des coachs et des candidats | Choix des coachs et des candidats | Choix des coachs et des candidats |
| Ordre | Coach           | Chanson                                 | Candidat            | Candidat(s)       | Natasha St-Pier                   | Marc Pinilla                      | B.J Scott                         | Bastian Baker                     |
| ----- | --------------- | --------------------------------------- | ------------------- | ----------------- | --------------------------------- | --------------------------------- | --------------------------------- | --------------------------------- |
| 1     | Bastian Baker   | Mrs. Robinson - Simon et Garfunkel      | Laura Saint Georges | Nicolas Farrauto  | —                                 | —                                 | —                                 | NC                                |
| 1     | Bastian Baker   | Mrs. Robinson - Simon et Garfunkel      | Laura Saint Georges | Jérémie Verboomen | —                                 | —                                 | —                                 | NC                                |
| 2     | Marc Pinilla    | Kung Fu Fighting - Carl Douglas         | Philip Pliskin      | Laurent Pagna     |                                   | NC                                | —                                 | —                                 |
| 3     | Natasha St-Pier | À ma place - Axel Bauer et Zazie        | Tessa Dixson        | Manu Paz          | NC                                | —                                 | —                                 | —                                 |
| 4     | Bastian Baker   | Sing - Travis                           | Raphaël Rozenfeld   | Sebastien Longhi  | —                                 | —                                 | —                                 | NC                                |
| 5     | Natasha St-Pier | Le Tourbillon de la vie - Jeanne Moreau | Alice Dutoit        | Justine Demollin  | NC                                | —                                 | —                                 | —                                 |
| 5     | Natasha St-Pier | Le Tourbillon de la vie - Jeanne Moreau | Alice Dutoit        | Marie Kazemi      | NC                                | —                                 | —                                 | —                                 |
| 6     | B.J Scott       | Serait-il ? - Gérald De Palmas          | Maxime Malevé       | Cédric Toussaint  | —                                 |                                   | NC                                | —                                 |

| Légende | Le candidat qui a remporté son duel sur décision de son coach | Le candidat qui a perdu son duel est "volé" par un autre coach | Le candidat quitte l'émission |

#### Épisode 9
- Diffusion : 18 mars 2014
- Audience : 473 200 téléspectateurs (26,9 % de part de marché)[10]

| Ordre | Coach           | Chanson                          | Candidat              | Candidat(s)      | Choix des coachs et des candidats | Choix des coachs et des candidats | Choix des coachs et des candidats | Choix des coachs et des candidats |
| Ordre | Coach           | Chanson                          | Candidat              | Candidat(s)      | Natasha St-Pier                   | Marc Pinilla                      | B.J Scott                         | Bastian Baker                     |
| ----- | --------------- | -------------------------------- | --------------------- | ---------------- | --------------------------------- | --------------------------------- | --------------------------------- | --------------------------------- |
| 1     | Bastian Baker   | This Is the Life - Amy Macdonald | Adeline Vanden Abeele | Elodie Coppens   | —                                 | —                                 | —                                 | NC                                |
| 2     | Marc Pinilla    | Le Sud - Nino Ferrer             | Boris Motte           | Rina Delhalle    | —                                 | NC                                | —                                 | —                                 |
| 3     | Natasha St-Pier | King of Pain - Sting             | Jean-Michel Kraus     | Laura Dikovec    | NC                                |                                   | —                                 | —                                 |
| 4     | Marc Pinilla    | Woman - Neneh Cherry             | Lindsay Ordonez       | Laura Dos Santos | —                                 | NC                                | —                                 | —                                 |
| 4     | Marc Pinilla    | Woman - Neneh Cherry             | Lindsay Ordonez       | Sharon Grey      | —                                 | NC                                | —                                 | —                                 |
| 5     | B.J Scott       | Counting Stars - One Republic    | Loïc Nottet           | Renata Skunczyk  | —                                 | NC                                | NC                                |                                   |
| 6     | Bastian Baker   | Sunday Bloody Sunday - U2        | Angelo Milioto        | Chün-Yü Yang     | —                                 | NC                                | —                                 | NC                                |

| Légende | Le candidat qui a remporté son duel sur décision de son coach | Le candidat qui a perdu son duel est "volé" par un autre coach | Le candidat quitte l'émission |

#### Épisode 10
- Diffusion : 25 mars 2014
- Audience : 470 900 téléspectateurs (28,4 % de part de marché)[11]

| Ordre | Coach           | Chanson                                        | Candidat         | Candidat(s)    | Choix des coachs et des candidats | Choix des coachs et des candidats | Choix des coachs et des candidats | Choix des coachs et des candidats |
| Ordre | Coach           | Chanson                                        | Candidat         | Candidat(s)    | Natasha St-Pier                   | Marc Pinilla                      | B.J Scott                         | Bastian Baker                     |
| ----- | --------------- | ---------------------------------------------- | ---------------- | -------------- | --------------------------------- | --------------------------------- | --------------------------------- | --------------------------------- |
| 1     | B.J Scott       | Crazy Kids - Ke$ha                             | Suzy Magnien     | Eva Gonçalves  |                                   | NC                                | NC                                | NC                                |
| 2     | Marc Pinilla    | Give Me Love - Ed Sheeran                      | Maxime Seclin    | Daphné Iuliano | NC                                | NC                                | —                                 | NC                                |
| 3     | Natasha St-Pier | I Belong to You - Anastacia et Eros Ramazzotti | Manuel Marchetti | Noémie Jacqmin | NC                                | NC                                | —                                 | NC                                |
| 4     | Marc Pinilla    | When I Was Your Man - Bruno Mars               | Karolina Kulicka | Alicia Di Roma | NC                                | NC                                | —                                 | NC                                |
| 5     | Natasha St-Pier | Poker Face - Lady Gaga                         | Sahra Ben Kacem  | Manon Hardy    | NC                                | NC                                |                                   | NC                                |
| 6     | B.J Scott       | Stand by Me - Ben E. King                      | Lionel Blum      | Lorena Avivas  | NC                                | NC                                | NC                                | NC                                |

| Légende | Le candidat qui a remporté son duel sur décision de son coach | Le candidat qui a perdu son duel est « volé » par un autre coach | Le candidat quitte l'émission |

#### Les équipes pour les lives
| Coachs | Coachs             | Coachs                | Coachs              | Coachs                |
| n°     | Natasha St-Pier    | Marc Pinilla          | B.J. Scott          | Bastian Baker         |
| ------ | ------------------ | --------------------- | ------------------- | --------------------- |
| 1      | Noémie Renuart     | Tanaïssa Beer         | Kayla Galland       | Thomas Vereecke       |
| 2      | Tessa Dixson       | Philip Pliskin        | Aline Stecker       | Aurélie Boffé         |
| 3      | Alice Dutoit       | Boris Motte           | Maxime Malevé       | Laura Saint Georges   |
| 4      | Jean-Michel Kraus  | Lindsay Ordonez       | Loïc Nottet         | Raphaël Rozenfeld     |
| 5      | Manuel Marchetti   | Maxime Seclin         | Suzy Magnien        | Adeline Vanden Abeele |
| 6      | Sahra Ben Kacem    | Karolina Kulicka      | Lionel Blum         | Angelo Milioto        |
| 7      | Laurent Pagna (M)  | Cédric Toussaint (BJ) | Raphaël Galante (B) | Julie Carpino (BJ)    |
| 8      | Eva Gonçalves (BJ) | Laura Dikovec (N)     | Manon Hardy (N)     | Renata Skunczyk (BJ)  |

### Les lives

#### Épisode 11
- Diffusion : 1er avril 2014
- Audience : 431 800 téléspectateurs (28,8 % de part de marché)[12]
- Règles : Les candidats de toutes les équipes sont sur scène. Lors de ces deux premiers directs, Natasha St Pier, Bastian Baker, Marc Pinilla et BJ Scott présentent chacun quatre candidats (dont un candidat volé). Quatre candidats de chaque équipe prestent chacun à leur tour. Les votes pour une équipe sont valables pendant le passage d'une équipe. Le public offre au meilleur candidat de chaque équipe une place assurée pour le live suivant. Le sort des trois autres sera remis entre les mains de leur coach. Le meilleur reste et tout est fini pour les deux autres.

Les coachs ouvrent le live avec les tubes My Sharona de The Knack et You Really Got Me de The Kinks
| Ordre | Candidat         | Équipe  | Chanson                                               |
| ----- | ---------------- | ------- | ----------------------------------------------------- |
| 1     | Manuel Marchetti | Natasha | Ho Hey - The Lumineers                                |
| 2     | Sahra Ben Kacem  | Natasha | Parler à mon père - Céline Dion                       |
| 3     | Alice Dutoit     | Natasha | New Soul - Yael Naim                                  |
| 4     | Eva Gonçalves    | Natasha | E.T. - Katy Perry featuring Kanye West                |
|       |                  |         |                                                       |
| 5     | Karolina Kulicka | Marc    | Burn - Ellie Goulding                                 |
| 6     | Boris Motte      | Marc    | La Corrida - Francis Cabrel                           |
| 7     | Lindsay Ordonez  | Marc    | Je suis malade - Serge Lama                           |
| 8     | Cédric Toussaint | Marc    | Si tu pars - M Pokora                                 |
|       |                  |         |                                                       |
| 9     | Aurélie Boffé    | Bastian | Wings - Birdy                                         |
| 10    | Julie Carpino    | Bastian | Ain't No Other Man - Christina Aguilera               |
| 11    | Thomas Vereecke  | Bastian | Yellow - Coldplay                                     |
| 12    | Angelo Milioto   | Bastian | Summer of '69 - Bryan Adams                           |
|       |                  |         |                                                       |
| 13    | Manon Hardy      | B.J     | Je suis un homme - Zazie                              |
| 14    | Maxime Malevé    | B.J     | How i Needed You - Puggy                              |
| 15    | Suzy Magnien     | B.J     | Raggamuffin - Selah Sue                               |
| 16    | Lionel Blum      | B.J     | Je t'aimais, je t'aime, je t'aimerai - Francis Cabrel |

| Légende | Le candidat est sauvé par les téléspectateurs, en priorité (le plus grand nombre de votes) | Le candidat est sauvé par le coach | Les candidats ne sont pas sauvés par le coach |

| Équipe  | Sauvé par le + de votes | Sauvé par son coach | Candidat exclu   | Candidat exclu   |
| ------- | ----------------------- | ------------------- | ---------------- | ---------------- |
| Natasha | Alice Dutoit            | Manuel Marchetti    | Eva Gonçalves    | Sahra Ben Kacem  |
| Marc    | Boris Motte             | Lindsay Ordonez     | Karolina Kulicka | Cédric Toussaint |
| Bastian | Thomas Vereecke         | Julie Carpino       | Aurélie Boffé    | Angelo Milioto   |
| B.J     | Maxime Malevé           | Suzy Magnien        | Lionel Blum      | Manon Hardy      |

#### Épisode 12
- Diffusion : 8 avril 2014
- Audience : 373 200 téléspectateurs (24,3 % de part de marché)[13]
- Règles : Les candidats de toutes les équipes sont sur scène. Lors de ces deux premiers directs, Natasha St Pier, Bastian Baker, Marc Pinilla et BJ Scott présentent chacun quatre candidats (dont un candidat volé). Quatre candidats de chaque équipe prestent chacun à leur tour. Les votes pour une équipe sont valables pendant le passage d'une équipe. Le public offre au meilleur candidat de chaque équipe une place assurée pour le live suivant. Le sort des trois autres est remis entre les mains de leur coach. Le meilleur reste et tout est fini pour les deux autres.

| Ordre | Candidat              | Équipe  | Chanson                                         |
| ----- | --------------------- | ------- | ----------------------------------------------- |
| 1     | Raphaël Rozenfeld     | Bastian | Haven't Met You Yet - Michael Bublé             |
| 2     | Laura Saint Georges   | Bastian | Alive - Pearl Jam                               |
| 3     | Adeline Vanden Abeele | Bastian | Forget You - Cee Lo Green                       |
| 4     | Renata Skunczyk       | Bastian | That Don't Impress Me Much - Shania Twain       |
|       |                       |         |                                                 |
| 5     | Tanaïssa Beer         | Marc    | Rome wasn't build in a day - Morcheeba          |
| 6     | Philip Pliskin        | Marc    | What'd I Say - Ray Charles                      |
| 7     | Laura Dikovec         | Marc    | Wicked Game - Chris Isaak                       |
| 8     | Maxime Seclin         | Marc    | Pompeii - Bastille                              |
|       |                       |         |                                                 |
| 9     | Aline Stecker         | B.J     | Les rêves sont en nous - Pierre Rapsat          |
| 10    | Kayla Galland         | B.J     | Mamma Knows Best - Jessie J                     |
| 11    | Loïc Nottet           | B.J     | We Remain - Christina Aguilera                  |
| 12    | Raphaël Galante       | B.J     | Life on Mars? - David Bowie                     |
|       |                       |         |                                                 |
| 13    | Jean-Michel Kraus     | Natasha | When You Know - Puggy                           |
| 14    | Noémie Renuart        | Natasha | Parce que c'est toi - Axelle Red                |
| 15    | Tessa Dixson          | Natasha | Pumped Up Kicks - Foster the People             |
| 16    | Laurent Pagna         | Natasha | SOS d'un terrien en détresse - Daniel Balavoine |

| Légende | Le candidat est sauvé par les téléspectateurs, en priorité (le plus grand nombre de votes) | Le candidat est sauvé par le coach | Les candidats ne sont pas sauvés par le coach |

| Équipe  | Sauvé par le + de votes | Sauvé par son coach | Candidat exclu      | Candidat exclu  |
| ------- | ----------------------- | ------------------- | ------------------- | --------------- |
| Bastian | Adeline Vanden Abeele   | Raphaël Rozenfeld   | Laura Saint Georges | Renata Skunczyk |
| Marc    | Philip Pliskin          | Maxime Seclin       | Tanaïssa Beer       | Laura Dikovec   |
| B.J     | Loïc Nottet             | Kayla Galland       | Aline Stecker       | Raphaël Galante |
| Natasha | Laurent Pagna           | Jean-Michel Kraus   | Noémie Renuart      | Tessa Dixson    |

#### Épisode 13
- Diffusion : 15 avril 2014
- Audience : 372 500 téléspectateurs (24,9 % de part de marché)[14]
- Invités : Salvatore Adamo et David Madi
- Règles : Lors des deux premiers lives, les coachs avaient séparé leurs équipes en deux. À partir de ce soir, tous les candidats de chaque coach s'affrontent toutes les semaines. Ce mardi, seize candidats se battent pour continuer le concours, quatre par équipe. Le public sauve les deux candidats qui obtiennent le plus de votes et le coach départage les deux candidats restants en sauvant un troisième. À l'issue de ce nouveau live, chaque coach voit un de ses candidats s'en aller et quitter le concours.

| Ordre | Candidat              | Équipe  | Chanson                                      |
| ----- | --------------------- | ------- | -------------------------------------------- |
| 1     | Philip Pliskin        | Marc    | Gimme Some Love - Mark Bale                  |
| 2     | Lindsay Ordonez       | Marc    | Fallin' - Alicia Keys                        |
| 3     | Maxime Seclin         | Marc    | This One's for You - Ozark Henry             |
| 4     | Boris Motte           | Marc    | Emmenez-Moi - Charles Aznavour               |
|       |                       |         |                                              |
| 5     | Adeline Vanden Abeele | Bastian | Back To Black - Amy Winehouse                |
| 6     | Julie Carpino         | Bastian | Behind Blue Eyes - The Who                   |
| 7     | Raphaël Rozenfeld     | Bastian | Set Fire to the Rain - Adele                 |
| 8     | Thomas Vereecke       | Bastian | 74-'75' - The Connells                       |
|       |                       |         |                                              |
| 9     | Jean-Michel Kraus     | Natasha | Angels - Robbie Williams                     |
| 10    | Manuel Marchetti      | Natasha | You're Beautiful - James Blunt               |
| 11    | Laurent Pagna         | Natasha | Perche Lo Fai - Marco Masini                 |
| 12    | Alice Dutoit          | Natasha | Cups - Anna Kendrick                         |
|       |                       |         |                                              |
| 13    | Suzy Magnien          | B.J     | Royals - Lorde                               |
| 14    | Loïc Nottet           | B.J     | I've Been Loving You Too Long - Otis Redding |
| 15    | Maxime Malevé         | B.J     | One More Night - Maroon 5                    |
| 16    | Kayla Galland         | B.J     | Beautiful - Christina Aguilera               |

| Légende | Les candidats sont sauvés par les téléspectateurs | Le 3e candidat sauvé par le coach | Le candidat n'est pas sauvé par le coach |

Résultats du troisième live :
| Équipe  | 1er sauvé (public) | 2e sauvé (public) | 3e sauvé (coach)  | Candidat exclu        |
| ------- | ------------------ | ----------------- | ----------------- | --------------------- |
| Marc    | Boris Motte        | Philip Pliskin    | Lindsay Ordonez   | Maxime Seclin         |
| Bastian | Thomas Vereecke    | Julie Carpino     | Raphaël Rozenfeld | Adeline Vanden Abeele |
| Natasha | Alice Dutoit       | Laurent Pagna     | Manuel Marchetti  | Jean-Michel Kraus     |
| B.J     | Loïc Nottet        | Maxime Malevé     | Suzy Magnien      | Kayla Galland         |

#### Épisode 14
- Diffusion : 22 avril 2014
- Audience : 416 300 téléspectateurs (27,2 % de part de marché)[15]
- Invités : Cats on Trees (Sirens call en duo avec Lindsay Ordonez et Loïc Nottet) et Axel Hirsoux (Mother)
- Règles : Ce mardi, douze candidats (trois par équipe) se battent pour continuer le concours et participer à la tournée. Le public sauve le candidat qui obtient le plus de votes et le coach départage les deux candidats restants en sauvant un deuxième. À l'issue de ce nouveau live, chaque coach voit un de ses candidats s'en aller et quitter le concours.

| Ordre | Candidat          | Équipe  | Chanson                             |
| ----- | ----------------- | ------- | ----------------------------------- |
| 1     | Suzy Magnien      | B.J     | Play That Funky Music - Wild Cherry |
| 2     | Loïc Nottet       | B.J     | Love Me Again - John Newman         |
| 3     | Maxime Malevé     | B.J     | What Now - Rihanna                  |
|       |                   |         |                                     |
| 4     | Alice Dutoit      | Natasha | Mr. Sandman - The Chordettes        |
| 5     | Laurent Pagna     | Natasha | You Got It Bad - Usher              |
| 6     | Manuel Marchetti  | Natasha | Everybody Hurts - R.E.M.            |
|       |                   |         |                                     |
| 7     | Lindsay Ordonez   | Marc    | Rolling in the Deep - Adele         |
| 8     | Philip Pliskin    | Marc    | Sledgehammer - Peter Gabriel        |
| 9     | Boris Motte       | Marc    | Avec le temps - Léo Ferré           |
|       |                   |         |                                     |
| 10    | Raphaël Rozenfeld | Bastian | Earth Song - Michael Jackson        |
| 11    | Julie Carpino     | Bastian | Wrecking Ball - Miley Cyrus         |
| 12    | Thomas Vereecke   | Bastian | Makes Me Wonder - Maroon 5          |

Tableau des résultats : 
| Équipe  | Candidat sauvé par les votes des téléspectateurs  | Candidat sauvé par son coach | Candidat non sauvé par son coach |
| ------- | ------------------------------------------------- | ---------------------------- | -------------------------------- |
| B.J     | Loïc Nottet                                       | Maxime Malevé                | Suzy Magnien                     |
| Natasha | Alice Dutoit                                      | Laurent Pagna                | Manuel Marchetti                 |
| Marc    | Boris Motte                                       | Philip Pliskin               | Lindsay Ordonez                  |
| Bastian | Thomas Vereecke                                   | Julie Carpino                | Raphaël Rozenfeld                |
|         | Ces candidats intègrent la tournée The Voice 2014 |                              |                                  |

#### Épisode 15
- Diffusion : 29 avril 2014
- Audience : 439 600 téléspectateurs (26,2 % de part de marché)
- Invités : Quentin Mosimann et Saule
- Règles : Chaque coach présente ses deux derniers candidats qui chantent en solo et en duo et répartit un pourcentage (au total 100 %) entre ses poulains. Les téléspectateurs votent par SMS en fin d'émission et les votes sont transformés en pourcentage (total 100 %). Le candidat qui obtient le meilleur pourcentage va en finale

| Ordre | Candidat        | Équipe  | Chanson                                                              |
| ----- | --------------- | ------- | -------------------------------------------------------------------- |
| 1     | Philip Pliskin  | Marc    | Papa's Got a Brand New Bag - James Brown / I Feel Good - James Brown |
| 2     | Boris Motte     | Marc    | Inch'allah - Salvatore Adamo                                         |
|       |                 |         |                                                                      |
| 3     | Alice Dutoit    | Natasha | Toxic - Britney Spears                                               |
| 4     | Laurent Pagna   | Natasha | Caruso - Lucio Dalla                                                 |
|       |                 |         |                                                                      |
| 5     | Thomas Vereecke | Bastian | The Bitter End - Placebo                                             |
| 6     | Julie Carpino   | Bastian | Feeling Good - Nina Simone                                           |
|       |                 |         |                                                                      |
| 7     | Maxime Malevé   | B.J     | Mirrors - Justin Timberlake                                          |
| 8     | Loïc Nottet     | B.J     | Strong - London Grammar                                              |

Tableau des résultats : 
| Équipe  | Candidat finaliste | Résultat Public /100 | Résultat Coach /100 | Total /200 | Candidat exclu  | Résultat Public /100 | Résultat Coach /100 | Total /200 |
| ------- | ------------------ | -------------------- | ------------------- | ---------- | --------------- | -------------------- | ------------------- | ---------- |
| Marc    | Boris Motte        | 80                   | 60                  | 140        | Philip Pliskin  | 20                   | 40                  | 60         |
| Natasha | Laurent Pagna      | 63                   | 60                  | 123        | Alice Dutoit    | 37                   | 40                  | 77         |
| Bastian | Julie Carpino      | 65                   | 70                  | 135        | Thomas Vereecke | 35                   | 30                  | 65         |
| B.J     | Loïc Nottet        | 64                   | 60                  | 124        | Maxime Malevé   | 36                   | 40                  | 76         |

#### Épisode 16
- Diffusion : 5 mai 2014
- Audience : 495 200 téléspectateurs (31,8 % de part de marché)
- Invités : Florent Pagny et Noa Moon
- Règles : À ce stade, il ne reste plus qu'un candidat par coach. Chaque candidat interprète trois titres : leur meilleure prestation depuis le début du concours, un duo avec son coach et une nouvelle « cover ». Les candidats sont départagés par le vote des téléspectateurs, chaque vote rapportant un point. Le gagnant de The Voice Belgique est celui qui totalise le plus grand nombre de points

| Ordre                                              | Candidat                                                           | Équipe                                                             | Chanson                                                                  |
| -------------------------------------------------- | ------------------------------------------------------------------ | ------------------------------------------------------------------ | ------------------------------------------------------------------------ |
| 1                                                  | Julie Carpino, Laurent Pagna, Boris Motte et Loïc Nottet : Happy   | Julie Carpino, Laurent Pagna, Boris Motte et Loïc Nottet : Happy   | Julie Carpino, Laurent Pagna, Boris Motte et Loïc Nottet : Happy         |
| 2                                                  | Loïc Nottet et Beverly Jo Scott                                    | Loïc Nottet et Beverly Jo Scott                                    | One - U2                                                                 |
| 3                                                  | Julie Carpino                                                      | Bastian                                                            | Roar - Katy Perry                                                        |
| 4                                                  | Laurent Pagna, Boris Motte et Florent Pagny : Bienvenue chez moi   | Laurent Pagna, Boris Motte et Florent Pagny : Bienvenue chez moi   | Laurent Pagna, Boris Motte et Florent Pagny : Bienvenue chez moi         |
| 5                                                  | Boris Motte et Marc Pinilla                                        | Boris Motte et Marc Pinilla                                        | Clandestino - Manu Chao                                                  |
| 6                                                  | Laurent Pagna                                                      | Natasha                                                            | Requiem pour un fou - Johnny Hallyday                                    |
| 7                                                  | Julie Carpino, Laurent Pagna, Boris Motte et Loïc Nottet : Ta fête | Julie Carpino, Laurent Pagna, Boris Motte et Loïc Nottet : Ta fête | Julie Carpino, Laurent Pagna, Boris Motte et Loïc Nottet : Ta fête       |
| 8                                                  | Julie Carpino, Loïc Nottet et Noa Moon : Paradise                  | Julie Carpino, Loïc Nottet et Noa Moon : Paradise                  | Julie Carpino, Loïc Nottet et Noa Moon : Paradise                        |
| 9                                                  | Laurent Pagna et Natasha St-Pier                                   | Laurent Pagna et Natasha St-Pier                                   | I Want to Spend My Lifetime Loving You (en) - Tina Arena et Marc Anthony |
| 10                                                 | Loïc Nottet                                                        | B.J                                                                | Applause - Lady Gaga                                                     |
| 11                                                 | Julie Carpino et Bastian Baker                                     | Julie Carpino et Bastian Baker                                     | Say Something - A Great Big World et Christina Aguilera                  |
| 12                                                 | Boris Motte                                                        | Marc                                                               | Marguerite - Richard Cocciante                                           |
| Fin temporaire des votes                           |                                                                    |                                                                    |                                                                          |
| 13                                                 | Florent Pagny : Le Soldat                                          | Florent Pagny : Le Soldat                                          | Florent Pagny : Le Soldat                                                |
| Annonce des deux derniers candidats en compétition |                                                                    |                                                                    |                                                                          |
| 14                                                 | Loïc Nottet                                                        | B.J                                                                | Diamonds - Rihanna                                                       |
| 15                                                 | Laurent Pagna                                                      | Natasha                                                            | SOS d'un terrien en détresse - Daniel Balavoine                          |

Pré-éliminations : 
| Candidat finaliste              | Candidat exclu                |
| ------------------------------- | ----------------------------- |
| Loïc Nottet (BJ Scott)          | Julie Carpino (Bastian Baker) |
| Laurent Pagna (Natasha St-Pier) | Boris Motte (Marc Pinilla)    |

Résultat final : 
| Vainqueur                                                     | Perdant                |
| ------------------------------------------------------------- | ---------------------- |
| Laurent Pagna (Natasha St-Pier) avec 52 % des votes du public | Loïc Nottet (BJ Scott) |

## Audiences
| Type            | Date de diffusion | Téléspectateurs | Parts de marché | Classement des audiences de la soirée | Classement des parts de marché de la soirée | Notes et références |
| --------------- | ----------------- | --------------- | --------------- | ------------------------------------- | ------------------------------------------- | ------------------- |
| Blind Auditions | 21 janvier 2014   | 506 268         | 27,2 %          | 1er                                   | 1er                                         | [ 1 ]               |
| Blind Auditions | 28 janvier 2014   | 475 300         | 27,4 %          | 1er                                   | 1er                                         | [ 2 ]               |
| Blind Auditions | 4 février 2014    | 543 100         | 31,6 %          | 1er                                   | 1er                                         | [ 3 ]               |
| Blind Auditions | 11 février 2014   | 540 000         | 29,8 %          | 1er                                   | 1er                                         | [ 4 ]               |
| Blind Auditions | 18 février 2014   | 500 700         | 27,5 %          | 1er                                   | 1er                                         | [ 5 ]               |
| Blind Auditions | 25 février 2014   | 488 200         | 28,2 %          | 1er                                   | 1er                                         | [ 6 ]               |
| Duels           | 4 mars 2014       | 531 600         | 30,8 %          | 1er                                   | 1er                                         | [ 8 ]               |
| Duels           | 11 mars 2014      | 426 300         | 23,9 %          | 2e                                    | 2e                                          | [ 9 ]               |
| Duels           | 18 mars 2014      | 473 200         | 26,9 %          | 1er                                   | 1er                                         | [ 10 ]              |
| Duels           | 25 mars 2014      | 470 900         | 28,4 %          | 1er                                   | 1er                                         | [ 11 ]              |
| Lives           | 1er avril 2014    | 431 800         | 28,8 %          | 1er                                   | 1er                                         | [ 12 ]              |
| Lives           | 8 avril 2014      | 373 200         | 24,3 %          | 2e                                    | 2e                                          | [ 13 ]              |
| Lives           | 15 avril 2014     | 372 500         | 24,9 %          | 2e                                    | 2e                                          | [ 14 ]              |
| Lives           | 22 avril 2014     | 416 300         | 27,2 %          | 1er                                   | 1er                                         | [ 15 ]              |
| Lives           | 29 avril 2014     | 439 600         | 26,2 %          | 1er                                   | 1er                                         |                     |
| Lives           | 5 mai 2014        | 495 200         | 31,8 %          | 1er                                   | 1er                                         | [ 16 ]              |